# وست‌گیت آن سی
وست‌گیت آن سی (به انگلیسی: Westgate-on-Sea) یک شهرک و محله مدنی در بریتانیا است که در Thanet واقع شده‌است. وست‌گیت آن سی ۶٬۹۹۶ نفر جمعیت دارد.